# Arctodictis
Arctodictis — вымерший род метатериев из семейства Borhyaenidae отряда Спарассодонты, обитавший в Южной Америке в миоцене около 21—11 млн лет назад. Их ископаемые остатки найдены на территории Аргентины и Колумбии. Это были наземные хищные животные. Боргиениды среднего и крупного размера, для которых характерен следующий комплекс признаков: открытие подглазничного отверстия над M1, расширенное небо за последним моляром, сращенные или сильно анкилозированные зубные кости на симфизе, P/p 1 ориентированы поперечно, M1-3 с нисходящей лабиальной долей коронки на заднем корне и шаровидные корни премоляров.

## Классификация
На февраль 2025 род включает 2 вида:
- †Arctodictis munizi Mercerat, 1891typus
- †Arctodictis sinclairi Marshall, 1978